# بلینتس
بلینتس (رومانیایی: Belinț) یک منطقهٔ مسکونی در رومانی است که در شهرستان تیمیش و در ناحیهٔ بانات واقع شده‌است. بلینتس ۶۳٫۲۰ کیلومتر مربع مساحت دارد.